# 定海古城
定海城，位于舟山本岛中南部海滨，是定海区政府所在地，浙江省级历史文化名城。舟山市政府原来驻在定海城内，目前已迁至临城。
定海城长期是定海县、定海直隶厅、舟山地区、舟山市、定海区等的政府所在地，是整个舟山群岛的政治、经济、文化中心。历史上，这里也称为城关镇，乃是清代定海县之城关，也是舟山地区历史上唯一筑有城墙的城镇。

## 传统建筑和破坏

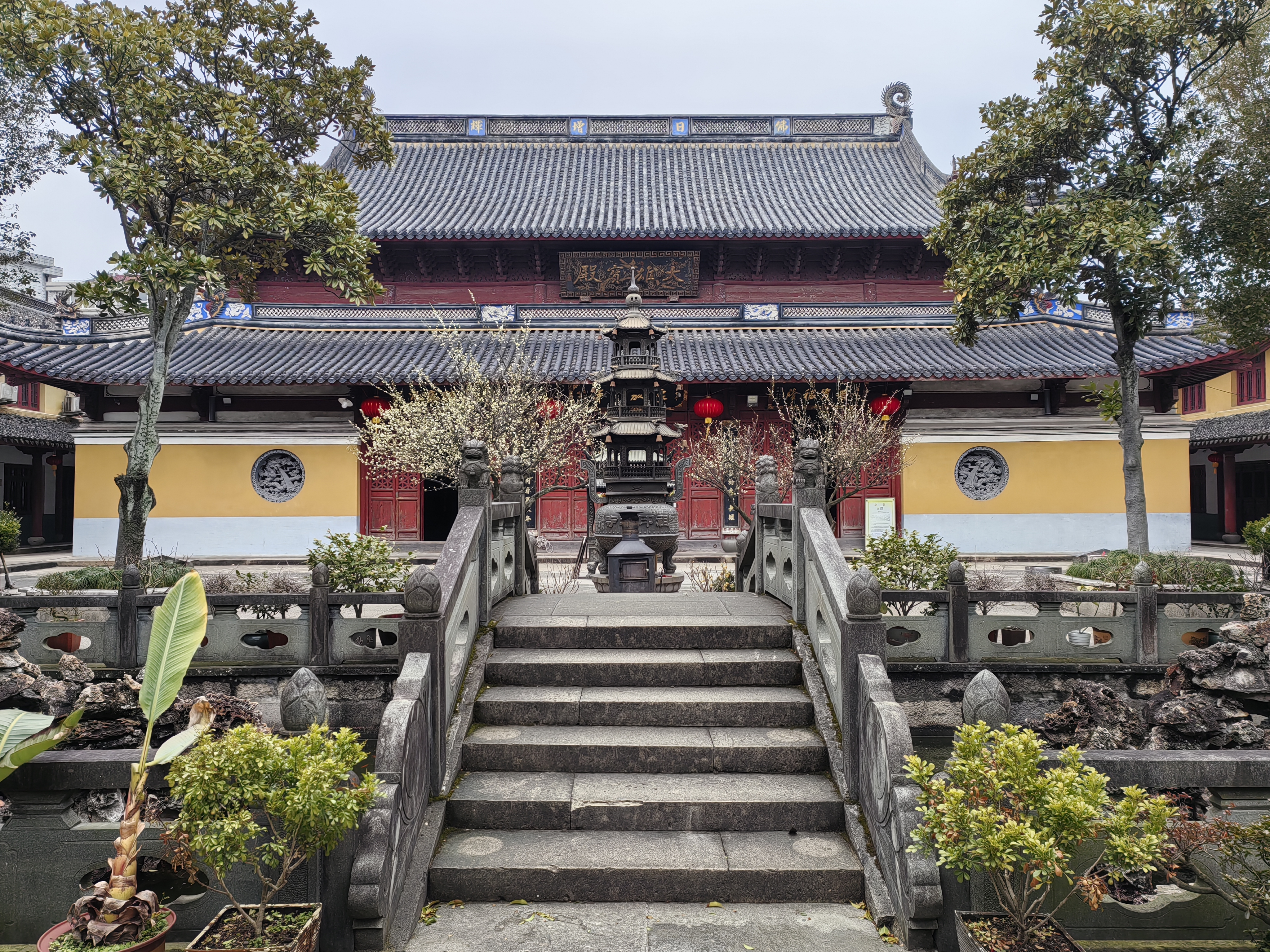
定海古城內的祖印寺

定海城名胜古迹、历史文物较多，有多处鸦片战争时期的历史遗迹，三总兵在此处抵抗英军入侵，也因此獲授予浙江省省级历史文化名城的称号。不过舟山的传统建筑在历史上遭遇过多次严重毁坏。
- 第一次是在清末鸦片战争期间，英军两次攻占定海城，城墙损坏严重。到1847年（丁未年），由钦差大臣裕谦奏请朝廷批准对定海古城进行全面重修，修葺城身及东、南、北3门。目前民间遗存的城砖，即多以“丁未年置”的城砖为主。
- 第二次是在日军占领时期，日军为筑路开始拆用部分城墙用砖。
- 第三次是1959年大跃进时期的大破坏，包括定海城墙在内的传统建筑、自然景观被大量毁坏。定海城墙完全拆除，讫今未恢复。
- 第四次1999年5月，舟山市政府为商业利益而大肆毁坏城内部分传统历史街区和民居宅院使定海文化名城的声誉遭遇社会各界的广泛责难，迄今仍是重要的反面教材。[2][3][4][5][6][7]